# Abraham z Lipeh
Abraham z Lipeh (VII/VIII wiek) – nestoriański pisarz syryjski, autor komentarza liturgicznego, będącego ważnym źródłem dla poznania nestoriańskiej liturgii. Żył w Mezopotamii.